# 三木市立広野小学校
三木市立広野小学校（みきしりつ ひろのしょうがっこう）は、兵庫県三木市志染町広野2丁目にある公立小学校。

## 沿革
- 1981年 - 三木市立三木小学校・三木市立三樹小学校の校区変更により、開校

## 通学区域
| 大字       | 範囲          |
| ---------- | ------------- |
| 志染町広野 | 1丁目 - 7丁目 |
| 別所町小林 | 全域          |
| 宿原       | 1263番地      |
| 福井       | 2005番地以上  |
| さつき台   | 全域          |

## 進学先中学校
- 三木市立三木東中学校 - 卒業生のほとんどが進学する。

## 周辺

### 周辺の施設
- 兵庫県立三木東高等学校 - 道路を挟んだところにある。
- 神戸電鉄粟生線志染駅
- 自由が丘
- さつき台

### 周辺の道路
- 兵庫県道22号神戸三木線
- 兵庫県道513号三木環状線
- 兵庫県道514号志染土山線

## 通学区域が隣接している学校
- 三木市立別所小学校
- 三木市立三樹小学校
- 三木市立三木小学校
- 三木市立自由が丘小学校
- 三木市立自由が丘東小学校
- 三木市立緑が丘小学校
- 神戸市立押部谷小学校
- 神戸市立北山小学校
- 神戸市立神出小学校